# Luis Prais
Luis Prais Bernardo (24 lutego 1925, zm. 2 stycznia 2005) – piłkarz urugwajski noszący przydomek Conejo, pomocnik. Później trener.
Prais razem z klubem CA Peñarol dwukrotnie zdobył mistrzostwo Urugwaju - w 1944 i 1945 roku.
Jako piłkarz klubu Peñarol wziął udział w turnieju Copa América 1946, gdzie Urugwaj zajął czwarte miejsce. Prais zagrał w dwóch meczach - z Chile i Brazylią (tylko w pierwszej połowie - w przerwie meczu zmienił go José Cajiga).
Od lipca 1949 roku do czerwca 1950 rok był piłkarzem hiszpańskiego klubu FC Barcelona.
Prais rozegrał w reprezentacji Urugwaju 5 meczów.
Po zakończeniu kariery piłkarskiej został trenerem - w 1980 roku pracował z drużyną klubu Peñarol.